# Dichrooscytus
Dichrooscytus är ett släkte av insekter. Dichrooscytus ingår i familjen ängsskinnbaggar.

## Dottertaxa tillDichrooscytus, i alfabetisk ordning[1][2]
- Dichrooscytus abietis
- Dichrooscytus adamsi
- Dichrooscytus alpinus
- Dichrooscytus angustifrons
- Dichrooscytus apicalis
- Dichrooscytus barberi
- Dichrooscytus brevirostris
- Dichrooscytus convexifrons
- Dichrooscytus cuneatus
- Dichrooscytus deleticus
- Dichrooscytus dentatus
- Dichrooscytus elegans
- Dichrooscytus flagellatus
- Dichrooscytus flagitiosus
- Dichrooscytus flavescens
- Dichrooscytus flavivenosus
- Dichrooscytus fuscosignatus
- Dichrooscytus intermedius
- Dichrooscytus irroratus
- Dichrooscytus junipericola
- Dichrooscytus lagopinus
- Dichrooscytus latifrons
- Dichrooscytus longirostris
- Dichrooscytus maculatus
- Dichrooscytus minimus
- Dichrooscytus minutus
- Dichrooscytus nitidus
- Dichrooscytus ochreus
- Dichrooscytus pinicola
- Dichrooscytus rainieri
- Dichrooscytus repletus
- Dichrooscytus rostratus
- Dichrooscytus ruberellus
- Dichrooscytus rubidus
- Dichrooscytus rubromaculatus
- Dichrooscytus rufipennis
- Dichrooscytus rufivenosus
- Dichrooscytus rufusculus
- Dichrooscytus rugosus
- Dichrooscytus sequoiae
- Dichrooscytus suspectus
- Dichrooscytus taosensis
- Dichrooscytus tescorum
- Dichrooscytus texanus
- Dichrooscytus uhleri
- Dichrooscytus utahensis
- Dichrooscytus visendus
- Dichrooscytus vittatipennis
- Dichrooscytus vittatus